# Natalija Tymosjkina
Natalija Leonidivna Tymosjkina (ukrainska: Наталія Леонідівна Тимошкіна; ryska: Natalja Timosjkina), född Sjerstiuk (Шерстюк) den 25 maj 1952 i Leznik, Ukrainska SSR, Sovjetunionen, är en ukrainsk sovjetisk före detta handbollsspelare.
Hon tog OS-guld i damernas turnering  i samband med de olympiska handbollstävlingarna 1976 i Montréal.
Hon tog OS-guld igen i damernas turnering  i samband med de olympiska handbollstävlingarna 1980 i Moskva.